# Double (Werk)
Double. Ein Bericht ist ein Werk des Schweizer Schriftstellers Daniel de Roulet aus dem Jahr 1998 über Peter Gasser, ein Opfer des Schweizer Fichenskandals.

## Hintergrund
Peter Gasser (* 1941) schloss 1965 sein Jus-Lizenziat in Zürich ab. Er wurde 1969 (zunächst ausserordentlicher) Zürcher Bezirksanwalt und galt später als «Spezialist für internationale Rechtshilfe». Er war «leitender Bezirksanwalt in Zürich für Rechtshilfe in Strafsachen und Geldwäscherei» und verfasste Artikel zu internationaler Kriminalität. Gasser war zudem Lokalredaktor der Zürcher AZ und ist langjähriges Mitglied der Sozialdemokratischen Partei der Schweiz. Er und Günter Stratenwerth bezeichneten die Schweizer Geldwäschereigesetzgebung der 1990er Jahre als faktisch wirkungslos.
Gasser übernahm für kurze Zeit die Verteidigung der Initianten des Demokratischen Manifests gegen Ernst Cincera. Damit riskierte er seine Karriere und wurde in der Folge als potenzieller «Kommunist» jahrelang durch die Bundesanwaltschaft bespitzelt. 1980 wurde er von Detektivwachtmeister Alfred Heim der Kantonspolizei Zürich an einer Demonstration mit Daniel de Roulet verwechselt. In der Folge wurde er entlassen und arbeitslos, kämpfte relativ erfolglos gegen seinen Arbeitgeber, die Bezirksanwaltschaft, jahrzehntelang ohne von der Verwechslung zu wissen. Über diese Verwechslung veröffentlichte Roulet 1998 den «Bericht» Double; dadurch erfuhr Gasser von der Verwechslung, die seine Karriere zugrunde gerichtet hatte.

## Ausgabe
- Daniel de Roulet: Double. Ein Bericht. Aus dem Französischen von Maria Hoffmann-Dartevelle. Limmat-Verlag, Zürich 1998. ISBN 978-3-85791-323-5.